# Sprachen der Torres Strait
Neben Englisch  umfassen die Sprachen der Torres-Straße, einer Meerenge zwischen Australien und Neuguinea,  vier  weitere Idiome.
Am weitesten verbreitet Torres Strait Creole, eine Form des Pidgin-Englisch, welches quasi die Lingua Franca der indigenen Bevölkerung der Torres Strait ist.
Die Sprache der Ostgruppe der Torres-Strait-Inseln um Murray Island ist Meriam.  Diese gehört zur Familie der Östlichen Trans-Fly Sprachen die ihren Ursprung in der Westprovinz von Neuguinea hat.
Kala Kaiwau Ya wird auf den Oberen Westlichen Inseln nur wenige Kilometer vor der Küste  Neuguineas gesprochen, während Kalaw Lugaw Ya das Vernakular der Unteren Westlichen Inseln ist. Die beiden Letzteren gehören zu Pama-Nyungan, einer Sprachfamilie der australischen Aboriginals.
Englisch selbst hat eher den Status einer Bildungssprache und wird von den nativen Bewohnern selbst im Verkehr miteinander nicht angewendet.